# Офир, Шайке
Ша́йке (Иешая́ху) Офи́р (ивр. ישעיהו (שייקה) אופיר‎, настоящая фамилия Гольдштейн, גולדשטיין;
4 ноября 1928, Иерусалим — 17 августа 1987, Тель-Авив) — израильский театральный и киноактёр, мим, режиссёр и сценарист. Ученик Марселя Марсо, основатель студии пантомимы театра «Камери»; как киноактёр больше всего известен заглавной ролью в комедии «Полицейский Азулай». Лауреат ряда национальных театральных и кинопремий, в том числе трёхкратный лауреат премии «Скрипка Давида». Имя Шайке Офира с 2004 года носит премия Израильской академии кино.

## Биография
Родился в 1928 году в ашкеназской семье, три поколения проживающей в ультраортодоксальном квартале Иерусалима Эвен-Иехошуа. В детстве выучил идиш, ладино, французский и арабский языки, на которых разговаривали в его окружении, а также освоил сефардское произношение на иврите, чтобы не отличаться от одноклассников.
Учился в школе Всемирного еврейского союза, в 1946 году вступил в «Пальям» (военно-морской отряд «Пальмаха»). С 1948 года занимался в студии при театре «Ха-Охель» и дебютировал на сцене этого театра в эпизодической роли в постановке «Грозы» Александра Островского. В ходе Войны за независимость Израиля, сопровождая автоколонны, идущие в осаждённый Иерусалим, устраивал для сослуживцев импровизированные концерты, один из которых увидел командующий «Пальмаха» Игаль Алон. По рекомендации Алона при деятельном участии Шайке был создан армейский ансамбль «Чизбатрон», просуществовавший до 1950 года. В составе этого ансамбля Шайке выступал как солист, режиссёр и автор реприз. Во время военной службы по совету товарища по ансамблю, поэта Хаима Хефера, Шайке Гольдштейн поменял своё имя, звучавшее «слишком по-галутному», на Офир.
В 1950 году, по окончании службы, Офир отправился во Францию, где провёл три с половиной года. В Париже он учился искусству пантомимы у Этьена Декру и Марселя Марсо и выступал в составе труппы Марсо «Содружество мимов». Вернувшись в Израиль, присоединился к труппе театра «Камери», при котором создал студию пантомимы. Студия Офира успела осуществить две постановки в 1954 и 1955 годах, после чего была распущена руководством театра. Одновременно Офир играл и в спектаклях основной труппы «Камери», в том числе отличившись в постановке водевиля «Соломенная шляпка» Э. Лабиша в 1956 году.
В ходе Синайской кампании 1956 года Офир выступал с фронтовыми концертами перед солдатами АОИ. В конце того же года он уехал в США, куда был приглашён американским певцом и комиком Лео Гулдом для выступлений в нью-йоркском ночном клубе. В США Офир пробыл до 1961 года, выступая в том числе в дуэте с Марлен Дитрих и гастролируя по всей стране. Он также принял участие в концерте в честь юбилея ООН.
В Израиле Офир продолжил театральную карьеру, выступая в том числе в театре-кабаре «Хамам» (моноспектакль «Человек, который смеётся»), в театрах «Ха-Охель» («Мнимый больной» Мольера) и «Габима» (профессор Хиггинс в мюзикле «Моя прекрасная леди»). С 1964 по 1968 год он был первым режиссёром, автором текстов и пресс-секретарём популярного комедийного трио «Ха-гашаш ха-хивер» («Бледнолицый следопыт»). С середины 1960-х годов активно снимался в израильских кинофильмах, из которых самым удачным стал вышедший в 1971 году «Полицейский Азулай» Эфраима Кишона. Фильм, в котором Офир сыграл заглавную роль полицейского-недотёпы Авраама Азулая, завоевал «Золотой глобус» и Международный телевизионный приз на кинофестивале в Монте-Карло, а также был номинирован на «Оскар». В 1977 году Офир выступил в качестве сценариста и режиссёра в фильме «Пятьсот тысяч по-чёрному», который, однако, не преуспел в прокате. В общей сложности снялся в 28 кинофильмах.
Шайке Офир был дважды женат — сперва на певице и актрисе Охеле Халеви, также участнице ансамбля «Чизбатрон» и дочери основателя театра «Ха-Охель» Моше Халеви; а затем на Лидии Шумахер, дочери польско-израильского комика на идише Исраэля Шумахера (известного по дуэту с Шимоном Джиганом). От каждого брака у Офира было по сыну и дочери. Старший сын Шайке, Ади (Эльад) Офир, и дочь от второго брака, Керен, также стали актёрами.
В 1987 году Офир, выступавший в спектакле театра «Габима» «Король Матиуш Первый» по произведению Януша Корчака, потерял сознание на сцене. У него был диагностирован рак лёгких. Шайке Офир умер в августе того же года.

## Признание заслуг
За свою театральную и кинематографическую карьеру Шайке Офир был отмечен многочисленными наградами. В 1974 году он получил приз Цфатского кинофестиваля как лучший актёр, в 1981 году - приз Израильского союза актёров (АМИ) за достижения карьеры в театре, пантомиме и кино, а в 1981 году — премию имени Меира Маргалита. Роли в кино принесли Офиру три приза «Скрипка Давида», присуждавшихся газетой «Едиот Ахронот».
В Интернет-опросе, проходившем в Израиле, Офир был назван 33-м в списке величайших израильтян. В 2004 году в его честь была названа премия Израильской киноакадемии.